# 卡奇卡里夫卡 (新特羅伊齊克區)
46°34′21″N 34°13′38″E / 46.57250°N 34.22722°E
卡奇卡里夫卡（烏克蘭語：Качкарівка）是位於烏克蘭南部的村莊，由赫爾松州海尼切斯克區的新特羅伊齊克市鎮負責管轄。該村始建於1932年，面積35.7平方公里，海拔高度33米，2001年人口105，人口密度每平方公里2.9人。